# Peter A. Demeter
Peter Aoram Demeter (* 10. Januar 1875 in Vasovia, Újboksánbánya (deutsch Deutsch-Bogsan), Königreich Ungarn, Österreich-Ungarn; † 23. Mai 1939 in Berlin) war ein deutscher Buchbinder, Typograph und Verleger. Als Leiter verschiedener Bindereien leistete er mit seinen handwerklich und künstlerisch anspruchsvollen Einbänden einen wichtigen Beitrag zur Buchkunstbewegung.

## Leben und Werk
Peter A. Demeter war Sohn des Simon Peter Demeter und dessen Ehefrau Julie. Obwohl gelernter Drucker, machte er schon früh durch seine hochwertigen Handeinbände auf sich aufmerksam. Er war einige Jahre in Wien tätig, bevor er um 1910 in die Buchkunststadt Leipzig übersiedelte und eine eigene Werkstatt eröffnete. 1911 heiratete er in Troppau (heute Opava) seine Ehefrau Josefa Trech, die ebenfalls im Buchgewerbe tätig war und später in den Betrieben ihres Mannes neben der Herstellung von Buntpapieren auch die Buchhaltung übernahm. Ab 1912 wurde Demeter in Leipzig als Mitglied des Deutschen Werkbunds verzeichnet.
Auf Empfehlung von Julius Meier-Graefe wurde Demeter 1911 die Leitung der Buchbinderei der Bremer Presse übertragen. Bis 1913 war er unter der Adresse der Presse in Bremen gemeldet. Anfang 1914 übernahm Frieda Thiersch die Leitung der Bremer Binderei. Demeter zog zurück nach Leipzig und wurde dort Leiter der Handbandabteilung der Leipziger Großbuchbinderei Hübel & Denck, deren Inhaber Felix Hübel unter anderem in der Doves Bindery bei Thomas James Cobden-Sanderson gelernt hatte und nun die buchkünstlerischen Anregungen, die er dort empfangen hatte, im eigenen Betrieb umsetzen wollte. Die unter Demeters Leitung entstandenen Einbände der Handbandabteilung, unter ihnen eine nach Demeters Entwurf gebundene Faksimile-Ausgabe der Gutenberg-Bibel, fanden auf der Bugra 1914 Beifall seitens Fachpresse und Publikum.
Als Bürger der k.u.k. Monarchie wurde Demeter im Ersten Weltkrieg als Soldat zur österreichischen Armee eingezogen und hat laut Hans von Weber den Krieg durchgehend im Fronteinsatz verbracht. Abweichend von dieser Darstellung wird er jedoch in den Leipziger Adressbüchern für 1914, 1915, 1917 und 1918 mit wechselnden Adressen und Geschäftsbezeichnungen als Buchbinder und Kunstbuchdrucker geführt. Nach dem Krieg eröffnete Demeter, wohl auf Anregung Heinrich Tessenows, eine Buchbinderwerkstatt in der Gartenstadt Hellerau bei Dresden, im direkten Umfeld der Deutschen Werkstätten. Dort begann eine enge Zusammenarbeit mit dem österreichischen Drucker, Verleger und Übersetzer Jakob Hegner, der hier seit 1913 den Hellerauer Verlag sowie seit 1918 die Hellerauer Druckerei betrieb. Als Hegner zu Beginn der 1920er Jahre in den Wiener Avalun-Verlag einstieg und zunächst gemeinsam mit Julius Brüll die sehr erfolgreiche bibliophile Reihe der Avalundrucke herausgab, zeichnete Demeter für viele der hochwertigen Handeinbände verantwortlich, die der Reihe zu großem Ansehen unter der bibliophilen Elite der Zeit verhalfen. Neben dem Avalun-Verlag arbeitete Demeter vor allem für die Verlage von Kurt Wolff und Georg Müller, deren limitierte Vorzugsausgaben er in handwerklich erlesene Einbände fasste. Darüber hinaus schuf Demeter zu Beginn der 1920er Jahre verschiedene Schriften, die von der Dresdener Schriftguß AG geschnitten, gegossen und verlegt wurden.
Demeter war als Werkstattleiter für seinen hohen Anspruch in Bezug auf die exakte, handwerklich perfekte Ausführung aller Einbände bekannt, die er ohne Rücksicht auf Zeit und Arbeitskosten durchsetzte. Er fertigte sämtliche künstlerischen Entwürfe selbst an, war aber im Betrieb nicht selbst als Buchbinder tätig. Eigene Handeinbände fertigte er für private Sammlungen, unter anderem für Willy Wiegand.

### Officina Bodoni
In den Jahren 1922 und 1923 unterstützte P. A. Demeter den Drucker Giovanni Mardersteig bei der Einrichtung seiner Privatpresse, der Officina Bodoni im schweizerischen Montagnola, und fertigte gemeinsam mit Mardersteig die ersten Einbände. Die Presse war bis 1977 aktiv und zählt zu den erfolgreichsten buchkünstlerischen Unternehmungen aller Zeiten.
P. A. Demeter war auch publizistisch tätig und verfasste Beiträge für verschiedene Fachzeitschriften. 1928 gründete er einen eigenen Verlag unter eigenem Namen, den Demeter Verlag, Hellerau. Den verlegerischen Schwerpunkt bildeten bucheinbandhistorische und -handwerkliche Bücher. Größere Beachtung erfuhr seine zweibändige Geschichte der Buchdruckerkunst, für die er den bekannten Bibliophilen und Publizisten G. A. E. Bogeng als Autor gewinnen konnte. Als mit Beginn der NS-Zeit das wirtschaftliche und kulturelle Umfeld für buchkünstlerische Betätigung zusammenbrach, geriet auch P. A. Demeter zunehmend unter wirtschaftlichen Druck, der 1932 zum vollständigen finanziellen Zusammenbruch führte. Seine letzten Jahre verbrachte Peter A. Demeter in Berlin, wo er ab 1933 mit einer Verlagsbuchhandlung am Lützowufer geführt wird, während seine Frau Josefa eine Buchbinderei in der Kurfürstenstraße betrieb.

## Schriften
- Geperlte Fournier
- Demeter
- Holländisch
- Lichte Holländisch